# Andrea Barducci
Andrea Barducci (Florencia, 23 de noviembre de 1958) es un político italiano.

## Biografía
Nacido en Florencia, en 1958. Tiene una diplomatura científica por el Liceo científico de Sesto Fiorentino. Está casado y es padre de dos hijas.
Inició su carrera política al unirse al Partido Comunista Italiano y militando en el Movimiento Estudiantil. Fue diputado por el Sesto Fiorentino 1994-1995 con el Partido Democrático de Izquierda y alcalde de la misma ciudad desde 1995 hasta 2004. Se pasó al Partido Democrático (PD) en el 2007. 
En 2004 fue elegido como Consejero Provincial, formando parte, como Vicepresidente, de la administración de Matteo Renzi . 
Participa en las primarias para elegir al Presidente de la Provincia de Florencia como candidato oficial del Partido Democrático, venciendo con el 70% a Marzia Monciati (de Izquierda) con el 20%. 
Fue elegido presidente de la provincia de Florencia, en 2009, con 55,5% de los votos; en el consejo provincial con el apoyo de una mayoría formada por el PD, Italia de los Valores e Izquierda para la provincia; su mandato administrativo culmina en 2014.